# Friedrich Hanssen

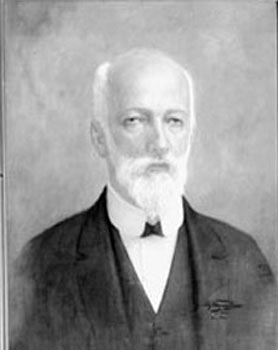
Friedrich (Federico) Hanssen

Friedrich Hanssen (vollständiger Name: Friedrich (Federico) Ludwig Christian Hanssen; * 2. August 1857 in Moskau; † 29. August 1919 in Santiago de Chile) war ein deutscher Linguist und Romanist und Hochschullehrer mit Schwerpunkt auf hispanistischer Sprachwissenschaft.

## Werdegang
Er war der Sohn des Kaufmanns Eugen Gottfried Theodor Hanssen aus Lübeck  und dessen Ehefrau Julia Burchiardi. Er besuchte zunächst das Katharineum zu Lübeck in Lübeck, wo er seine altsprachliche Ausbildung begann. Er studierte zunächst einige Semester an der Universität Leipzig und schließlich an der Universität Straßburg, wo er 1882 als Doctor philosophiae mit dem Thema „De arte metrica Commodiani“  promoviert wurde. Im Jahre 1884 folgte dann die Habilitation in Leipzig mit dem Thema „Anacreonteorum sulloge palatina recensetur et explicatur“.
Einige Jahre später wurde er dort zum Privatdozenten an der Universität zu Leipzig berufen.
Danach war er im Jahre 1889 Dozent für Griechisch und Latein an der Universität Leipzig. Aber schon im gleichen Jahr 1889 ging er nach Chile, wo er bis zu seinem Lebensende lehrte. Zunächst als Hochschullehrer am „Instituto Pedagógico Santiago de Chile“, dann ab dem Jahre 1911 als dessen Direktor. Er veröffentlichte zahlreiche Arbeiten zur spanischen und portugiesischen Grammatik.

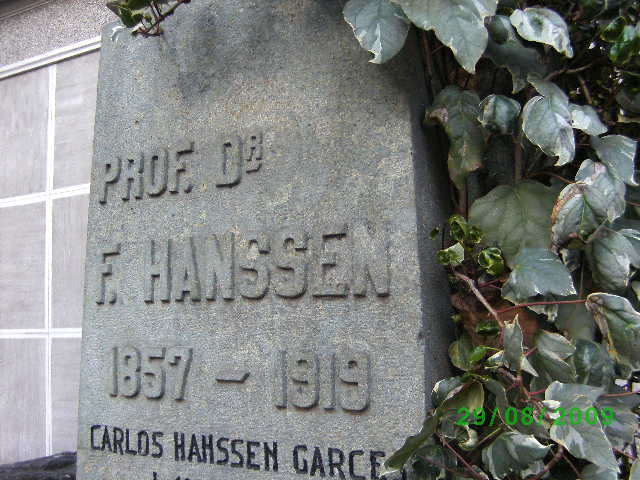
Das Grab von Hanssen auf dem Cementerio General de Santiago de Chile.

## Werke (Auswahl)
- Zur spanischen und portugiesischen Metrik, 1900.
- Metrische Studien zu Alfonso und Berceo, 1903.
- Spanische Grammatik auf historischer Grundlage. Sammlung kurzer Lehrbücher der romanischen Sprachen und Literaturen. Band VI: Spanische Grammatik. Verlag von Max Niemeyer, Halle a. S. 1910, Kapitel VI.